# Mali Krš
Mali Krš (în sârbă Мали крш) este un munte din estul Serbiei. Cel mai înalt vârf al său, Garvan, are o altitudine de 929 de metri deasupra nivelului mării. Deși nu este deosebit de accidentat, Mali Krš este izolat și ascuns între munții Liškovac, Veliki Krš și Homolje. La fel ca și munții Veliki Krš și Stol, aflați în apropiere, el este dominat de formațiuni carstice, ei fiind cunoscuți sub numele de „Gornjanski kras”. Mali Krš are o creastă carstică alungită la partea superioară.

## Legături externe
- Speciile din Mali krš
- Tur cu bicicleta și fotografic prin Gornjanski kras